# Михаил Сърбинов
Михаил (Михал) Павлев Сърбинов е гръцки комунист.

## Биография
Роден е в 1920 година в леринското село Света Петка, Гърция. Завършва леринската гимназия и след това започва да учи в леринското педагогическо училище. Става член на Федерацията на комунистическата младеж на Гърция. През 1942 година напуска училище и става нелегален. Инструктор е на Комунистическата партия на Гърция за Суровишка околия под псевдонима Гоце. След Споразумението от Варкиза става член на Леринския градски комитет на КПГ. В 1946 година е арестуван. През май 1947 година е изправен пред военен съд в Солун, осъден на смърт и разстрелян.